# Евстатиос Константинидис
Евстатиос (Статис) Георгиу Константинидис (на гръцки: Ευστάθιος (Στάθης) Γεωργίου Κωνσταντινίδης) е гръцки политик от Нова демокрация.

## Биография
Роден е в 1963 година в македонския град Лерин. Избиран е за депутат от Лерин на изборите през 2007, 2009 и на 6 май и на 17 юни 2012 г.